# Ceanothus maritimus
Ceanothus maritimus är en brakvedsväxtart som beskrevs av Robert Francis Hoover. Ceanothus maritimus ingår i släktet Ceanothus och familjen brakvedsväxter. Inga underarter finns listade i Catalogue of Life.